# IC 2096
IC 2096 — галактика типу *3 (потрійна зірка) у сузір'ї Ерідан.
Цей об'єкт міститься в оригінальній редакції індексного каталогу.